# Bossangoa
Bossangoa är en prefekturhuvudort i Centralafrikanska republiken.   Den ligger i prefekturen Ouham, i den västra delen av landet, 270 km nordväst om huvudstaden Bangui. Bossangoa ligger 456 meter över havet och antalet invånare är 27 428.
Terrängen runt Bossangoa är huvudsakligen platt. Bossangoa ligger nere i en dal. Det finns inga andra samhällen i närheten. 
I omgivningarna runt Bossangoa växer huvudsakligen savannskog. Runt Bossangoa är det glesbefolkat, med 13 invånare per kvadratkilometer.